# ワールド・プレス・フォト・オブ・ザ・イヤー
ワールド・プレス・フォト・オブ・ザ・イヤー（英語: World Press Photo of the Year、世界報道写真大賞）とは、オランダの世界報道写真財団（World Press Photo、WPP）が毎年開催する世界報道写真コンテストにおいて、最も優秀な写真を撮影したカメラマンに贈られる賞である。

## 概要
1955年、オランダの写真家グループがアムステルダムを本部とする世界報道写真財団を発足させた。自分たちの作品を世界中の人々に知ってもらうことを目的として、財団は翌年からドキュメンタリー・報道写真の展覧会を始めた。これが「世界報道写真展」となり、毎年世界各地の約100会場でのべ約400万人が来場する規模のものへと発展した。
プレス・フォト・オブ・ザ・イヤーは「フォトジャーナリズムで最も権威があり、切望されている賞」とされ、受賞者には1万ユーロが贈られる。
コンテストでは、プレス・フォト・オブ・ザ・イヤーの他に、20人の審査員が8つのカテゴリ（現代社会の問題・環境・一般ニュース・長期取材・自然部門・ポートレート・スポーツ・スポットニュース）で3つの賞を授与する。これにより個のイメージとひとつながりの写真の両方が優れたものと認められる。
メインの賞は「その年のフォトジャーナリズムを要約したものだけでなく、ジャーナリズムで非常に重要な問題、状況、出来事を表しており、卓越したレベルの視覚認知と創造性を実証する方法でなされた」イメージに与えられる。

## 一覧
全受賞者とそれぞれの写真に関する情報
| 受賞年 | 写真家                             | 主題                                 | 説明 | 出典       |
| ------ | ---------------------------------- | ------------------------------------ | --- | ---------- |
| 1955   | Mogens von Haven                   | オートバイ競技（事故）               | 1955年8月28日、デンマークアッセントフトで開催されたモトクロス世界選手権で発生した転倒事故。 | [ 10 ]     |
| 1956   | Helmuth Pirath                     | 抑留からの帰還                       | 長年会えずにいた12歳の娘と再会した、ソ連による抑留から帰還したドイツ人元兵士。 | [ 11 ]     |
| 1957   | Douglas Martin                     | アフリカ系アメリカ人公民権運動       | それまで白人専用であったノースカロライナ州ハーディング高校最初のアフリカ系アメリカ人の生徒となったドロシー・カウント。ドロシーはその後暴力と嫌がらせを受けて退学を余儀なくされた。                                                               | [ 12 ]     |
| 1958   | 受賞者なし                         | 受賞者なし                           | 受賞者なし | 受賞者なし |
| 1959   | Stanislav Tereba                   | サッカー                             | 雨天のレトナ・スタジアムで行われたスパルタ・プラハ対ブラチスラバ戦でずぶ濡れでプレーする、ゴールキーパーのMiroslav Čtvrtníček。 | [ 13 ]     |
| 1960   | 受賞者なし                         | 受賞者なし                           | 受賞者なし | 受賞者なし |
| 1961   | 長尾靖                             | 浅沼稲次郎暗殺事件                   | 日比谷公会堂で演説中の社会党委員長浅沼稲次郎を刺す、17歳の最右翼学生山口二矢。 | [ 14 ]     |
| 1962   | ヘクター・ロンドン・ロベラ         | エル・ポルテニャーゾ                 | 狙撃手に撃たれて死にゆく兵士に対し、臨終の儀式を行う司祭。 | [ 15 ]     |
| 1963   | マルコム・ブラウン                 | 仏教徒危機                           | ベトナムゴ・ディン・ジエム政権による仏教徒の迫害に抗議して焼身自殺する僧侶ティック・クアン・ドック。 | [ 16 ]     |
| 1964   | ドン・マッカラン                   | キプロス紛争                         | ギリシャ系住民とトルコ系住民の間で行われた内戦によって犠牲となった夫の死を悲しむ、トルコ系女性。 | [ 17 ]     |
| 1965   | 沢田教一                           | ベトナム戦争（安全への逃避）         | アメリカ軍の爆撃から逃れるために南ベトナムビンディン省の川を渡る、母と子 | [ 18 ]     |
| 1966   | 沢田教一                           | ベトナム戦争（泥まみれの死）         | 1966年2月24日、アメリカ軍のM113装甲兵員輸送車によって埋葬地まで引きずられていく、ベトコン戦闘員の遺体。 | [ 19 ]     |
| 1967   | Co Rentmeester                     | ベトナム戦争                         | M48パットン戦車で潜望鏡を覗く、第11機甲騎兵連隊の砲手。初のカラー写真による受賞作品。 | [ 20 ]     |
| 1968   | エディ・アダムズ                   | ベトナム戦争（サイゴンでの処刑）     | 1968年2月1日、路上でベトコンの捕虜を射殺する南ベトナム警察総監グエン・ゴク・ロアン。 | [ 21 ]     |
| 1969   | Hanns-Jörg Anders                  | 北アイルランド問題                   | ガスマスクをつけて"WE WANT PEACE"と書かれた落書きの前に立つ、カトリック系アイルランド青年。この日の衝突でイギリス部隊は催涙ガスを使用していた。                                                                                                  | [ 22 ]     |
| 1970   | 受賞者なし                         | 受賞者なし                           | 受賞者なし | 受賞者なし |
| 1971   | 受賞者なし                         | 受賞者なし                           | 受賞者なし | 受賞者なし |
| 1972   | Wolfgang Peter Geller              | ザールブリュッケンの銀行強盗         | ドイツ国境の町ザールブリュッケンで逃亡を図る銀行強盗団との交渉中に、犯人に向けて発砲する警視。 | [ 23 ]     |
| 1973   | フィン・コン・ウト（ニック・ウト） | ベトナム戦争（戦争の恐怖）           | ファン・ティー・キムフック含む子供たちが誤って南ベトナムの戦闘機により落とされたナパーム弾による爆撃から逃げている。 | [ 24 ]     |
| 1974   | オーランド・ラゴス                 | チリ・クーデター                     | ピノチェト将軍による軍事クーデターに抗してモネダ宮殿に立て籠もるサルバドール・アジェンデ大統領。アジェンドが最後に撮られた写真だとされる。撮影者・ラゴスの情報は彼の死の翌月である2007年2月まで明かされなかった。                                | [ 25 ]     |
| 1975   | Ovie Carter                        | サヘル旱魃（ニジェール）             | 旱魃による飢えに苦しむ小さい子供とそれを慰める母親。 | [ 26 ]     |
| 1976   | Stanley Forman                     | 避難階段の崩壊（ボストン）           | アパートで発生した火災で避難階段が崩壊し、助けを待っていた女性が姪とともに落下する場面。女性は死亡したが、その身体がクッションとなったことで姪は一命をとりとめた。                                                                               | [ 27 ]     |
| 1977   | Françoise Demulder                 | レバノン内戦（カランティーナ虐殺）   | 1976年1月、パレスチナ難民を追放する武装したファランヘ党員に懇願するパレスチナ人女性。 | [ 28 ]     |
| 1978   | Leslie Hammond                     | アパルトヘイト（南アフリカ共和国）   | 警察の催涙ガスを受けて逃げ惑う、住宅撤去に抗議していたデモ隊。 | [ 29 ]     |
| 1979   | 三上貞幸                           | 三里塚闘争                           | 成田空港管制塔占拠事件が発生した1978年3月26日、警察官に投げつけようとした火炎瓶によって自ら火達磨になる活動家。 | [ 30 ]     |
| 1980   | David Burnett                      | カンボジアのクメール・ルージュ       | 1979年11月、タイ-カンボジア国境近くの難民キャンプで子供を抱えながら食料の配給を待つ、カンボジア人女性。 | [ 31 ]     |
| 1981   | Mike Wells                         | ウガンダ、カラモジャ地方の飢饉       | カトリックの宣教師の手に重ねられる、重度の栄養失調の少年の手。 | [ 32 ]     |
| 1982   | Manuel Pérez Barriopedro           | マドリードの23-Fクーデター           | 1981年2月23日、議員を人質にとりスペイン下院で演説する、アントニオ・テヘーロ中佐。 | [ 33 ]     |
| 1983   | Robin Moyer                        | 1982年レバノン戦争                   | ベイルートの通りに横たわる、サブラー・シャティータ事件でレバノン軍団に殺害されたパレスチナ人たちの遺体。 | [ 34 ]     |
| 1984   | Mustafa Bozdemir                   | エルズム地震                         | 1983年10月30日、生き埋めになり地震の犠牲となった5人の子どもを見つけた母親。 | [ 35 ]     |
| 1985   | パブロ・バーソロミュー             | ボパール化学工場事故                 | アメリカの化学会社ユニオンカーバイドのプラントで起きた有毒ガス漏洩事故による死亡した子どもの亡骸。 | [ 36 ]     |
| 1986   | Frank Fournier                     | アルメロの悲劇                       | ネバドデルルイス火山の噴火により生じたラハールにより泥濘に飲み込まれて顔と腕のみを覗かせる、13歳の少女オマイラ・サンチェス。オマイラはその後救助されることなく死亡した。                                                                         | [ 37 ]     |
| 1987   | / Alon Reininger                   | AIDS                                 | エイズによるカポジ肉腫を発症した、「ゲイ・メンズ・ヘルス・クライシス」の理事を務めていたケン・ミークス。ケンはこの写真が撮影された数日後に死亡した。                                                                                             | [ 38 ]     |
| 1988   | Anthony Suau                       | 1987年大韓民国大統領選挙             | 1987年12月18日、不正選挙抗議デモで息子が逮捕され、戦闘警察の大盾にもたれかかりながら嘆く母親。 | [ 39 ]     |
| 1989   | David Turnley                      | アルメニア地震                       | レニナカンにおいて、アルメニア地震の犠牲者となった17歳の息子の死を嘆き悲しむ男性。 | [ 40 ]     |
| 1990   | チャーリー・コール                 | 六四天安門事件（無名の反逆者）       | 鎮圧に出動した中国人民解放軍戦車隊の前に立ちはだかる男。 | [ 41 ]     |
| 1991   | Georges Merillon                   | コソボ紛争                           | コソボ自治権を停止したユーゴスラビア政府に抗議中殺害された、アルバニア系住民の死を嘆く家族ら。 | [ 42 ]     |
| 1992   | David Turnley                      | 湾岸戦争                             | 同士討ちにより殉職した同僚兵士の死を悼む、米軍軍曹。 | [ 43 ]     |
| 1993   | ジェームズ・ナクトウェイ           | ソマリア飢饉（希望回復作戦）         | 栄養失調により死んだ子どもを抱えて墓場へ向かう、ソマリア人の母親。 | [ 44 ]     |
| 1994   | Larry Towell                       | 第1次インティファーダ                | おもちゃの銃を掲げてイスラエルへの反抗のジェスチャーをする、ガザ地区の子どもたち。 | [ 45 ]     |
| 1995   | ジェームズ・ナクトウェイ           | ルワンダ虐殺                         | ツチ族に対して同情的であったためにインテラハムウェによって大きな傷を負わされた、フツ族の男性。 | [ 46 ]     |
| 1996   | Lucian Perkins                     | 第一次チェチェン紛争                 | 避難する人々を乗せてグロズヌイに向かうバスの中から、窓越しに見つめる少年。 | [ 47 ]     |
| 1997   | Francesco Zizola                   | アンゴラ内戦                         | クイトで撮影された、地雷の犠牲になり身体の欠損や心的外傷を抱えた子どもたち。 | [ 48 ]     |
| 1998   | Hocine                             | アルジェリア内戦                     | ベンタルハ虐殺の犠牲者が搬送された病院で嘆き悲しむ女性。 | [ 49 ]     |
| 1999   | Dayna Smith                        | コソボ紛争                           | パトロール中に射殺されたコソボ解放軍戦闘員の妻を慰める知人たち。 | [ 50 ]     |
| 2000   | Claus Bjørn Larsen                 | コソボ紛争                           | コソボでのセルビア人による迫害からアルバニアへ逃れてきた、顔面を負傷したアルバニア人難民。 | [ 51 ]     |
| 2001   | Lara Jo Regan                      | アメリカ移民問題                     | アメリカ＝メキシコ国境近くのテキサス州のメキシコ移民居住区で、子どもを養いながら働く母親。 | [ 52 ]     |
| 2002   | Erik Refner                        | アフガニスタン難民                   | パキスタン北西部のジャロザイ難民キャンプで脱水症状により死亡した、1歳の男児の遺体。 | [ 53 ]     |
| 2003   | / Eric Grigorian                   | 2002年チャングレ-アヴァジ地震        | 地震の犠牲となった父親のズボンを抱える少年。 | [ 54 ]     |
| 2004   | Jean-Marc Bouju                    | イラク戦争                           | 収容所でフードをかぶせられたまま息子を慰める、イラク人捕虜。 | [ 55 ]     |
| 2005   | Arko Datta                         | スマトラ島沖地震 (2004年)            | インドネシアタミル・ナードゥ州カダルールで、津波により死亡した親族を悼む女性。 | [ 56 ]     |
| 2006   | Finbarr O'Reilly                   | ニジェール食料危機                   | タウアの救急センターで食料を待つ、栄養失調状態の幼児を抱えた母親。 | [ 57 ]     |
| 2007   | Spencer Platt                      | レバノン侵攻                         | イスラエルに砲撃された南ベイルートの区画の様子を眺める、コンバーチブルに乗ったレバノン人の若者ら。 | [ 58 ]     |
| 2008   | Tim Hetherington                   | アフガニスタン紛争                   | 壁にもたれかかって瞑目する、疲弊した米国兵士。 | [ 59 ]     |
| 2009   | Anthony Suau                       | サブプライム住宅ローン危機           | 住宅ローンで差し押さえられ無人となった住宅を巡回する、武装した警察官。 | [ 60 ]     |
| 2010   | Pietro Masturzo                    | イラン大統領選挙 (2009年)            | 選挙結果に抗議して「アッラーフ・アクバル」「独裁者（マフムード・アフマディネジャド）に死を」と屋上から叫ぶ、ミールホセイン・ムーサヴィーを支持するイラン人女性                                                                                   | [ 61 ]     |
| 2011   | Jodi Bieber                        | タリバンによる女性の権利侵害         | 夫の家から逃げたことに対する懲罰として鼻を削がれた、18歳の女性。女性は12歳のときに妹とともに紛争解決のためにパシュトゥーン人の慣習の下でタリバン戦闘員の家族に引き渡されていた。女性は後にアメリカで整形手術を受けて義鼻を与えられた。           | [ 62 ]     |
| 2012   | Samuel Aranda                      | イエメン騒乱, アラブの春             | 2011年10月15日、アリー・アブドッラー・サーレハ大統領への抗議デモに参加して催涙ガスを浴びた息子を抱える女性。 | [ 63 ]     |
| 2013   | Paul Hansen                        | 防衛の柱作戦の犠牲者                 | ガザに落とされたイスラエルのミサイルで死亡した4歳と2歳の子供の遺体を抱えてモスクに向かう親族ら。この攻撃により両親も死亡した。 | [ 64 ]     |
| 2014   | John Stanmeyer                     | アフリカ移民                         | 料金が安価な隣国のソマリアからの電波を捉えるために携帯電話を掲げる、ジブチ市に居住する移民ら。 | [ 65 ]     |
| 2015   | Mads Nissen                        | ロシアにおけるLGBT権利               | ロシアで撮影された、同性愛者のカップル。 | [ 69 ]     |
| 2016   | Warren Richardson                  | 欧州移民危機                         | 夜間にセルビア-ハンガリー国境の有刺鉄線越しに赤子を引き渡す男性。 | [ 70 ]     |
| 2017   | Burhan Ozbilici                    | アンドレイ・カルロフ暗殺事件         | 銃弾を受けて倒れている在土ロシア大使アンドレイ・カルロフの前で叫ぶ、犯人のトルコ人警察官。犯行動機はロシアのシリア内戦関与に対する反感であったとされるが、この直後の銃撃戦で射殺されている。                                                     | [ 71 ]     |
| 2018   | Ronaldo Schemidt                   | ベネズエラ危機                       | カラカスで警察部隊との激しい衝突中に火だるまとなった、ニコラス・マドゥロ大統領への抗議活動に参加していた男性。マドゥロ大統領は反対派主導の国民議会に代わる憲法制定議会を結成することによりベネズエラの民主主義体制を改正する計画を発表していた。 | [ 72 ]     |
| 2019   | John Moore                         | ドナルド・トランプの移民政策         | テキサス州マッカレンで国境警備当局により拘留される母の傍らで泣いている、ホンジュラス人の子ども。 | [ 73 ]     |
| 2020   | 千葉康由                           | 2019年スーダンクーデター             | 停電中のハルツームで、デモ隊の携帯電話に照らされて抗議の詩を叫ぶ青年。 | [ 74 ]     |
| 2021   | Mads Nissen                        | 新型コロナウイルス感染症の世界的流行 | 新型コロナウイルスの感染が拡大するブラジル,サンパウロでハグカーテンを介して抱擁する看護師と高齢女性。 | [ 75 ]     |
| 2022   | Amber Bracken                      |                                      | | [ 76 ]     |